# Dancing Days
Dancing Days, är en låt skriven av Jimmy Page och Robert Plant, framförd av Led Zeppelin på albumet Houses of the Holy släppt 1973. Inspirationen till Dacing Days kom från en indisk låt som Page och Plant hörde i Bombay.
Redan innan skivsläppet så fanns låten med på konsertlistan.